# Traktat gieorgijewski

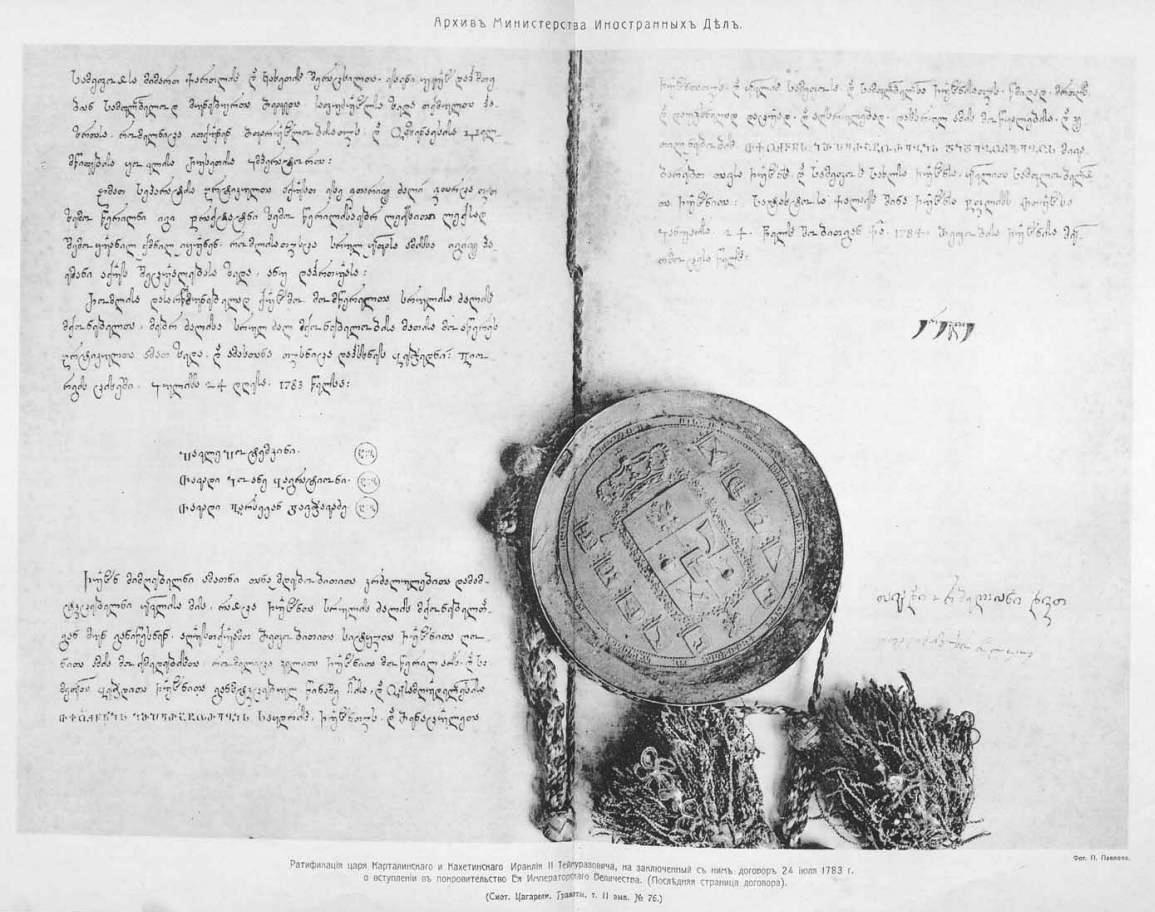
Traktat gieorgijewski

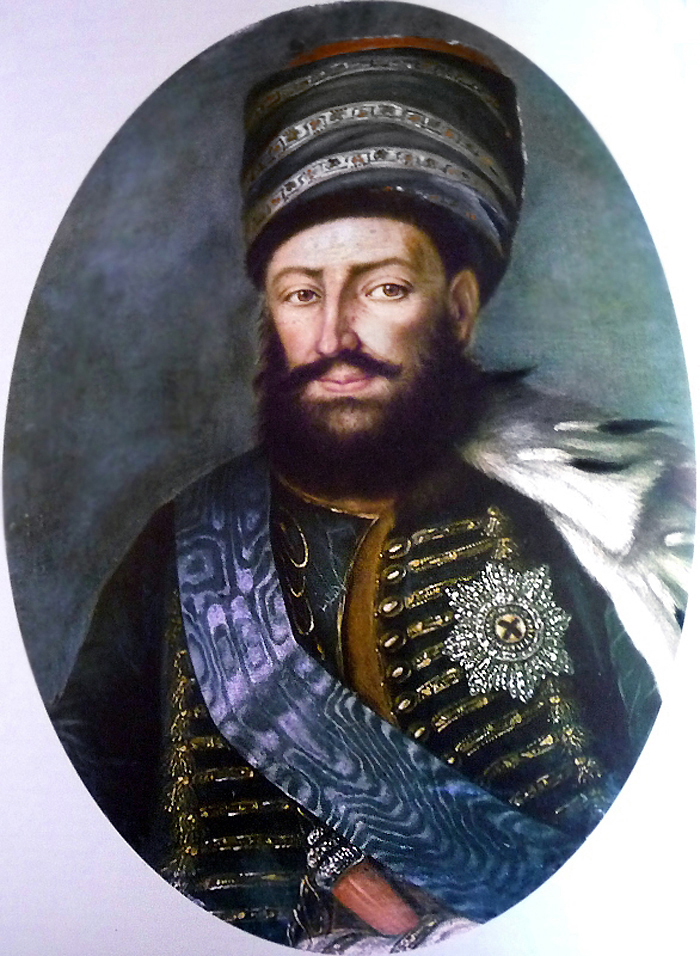
Herakliusz II

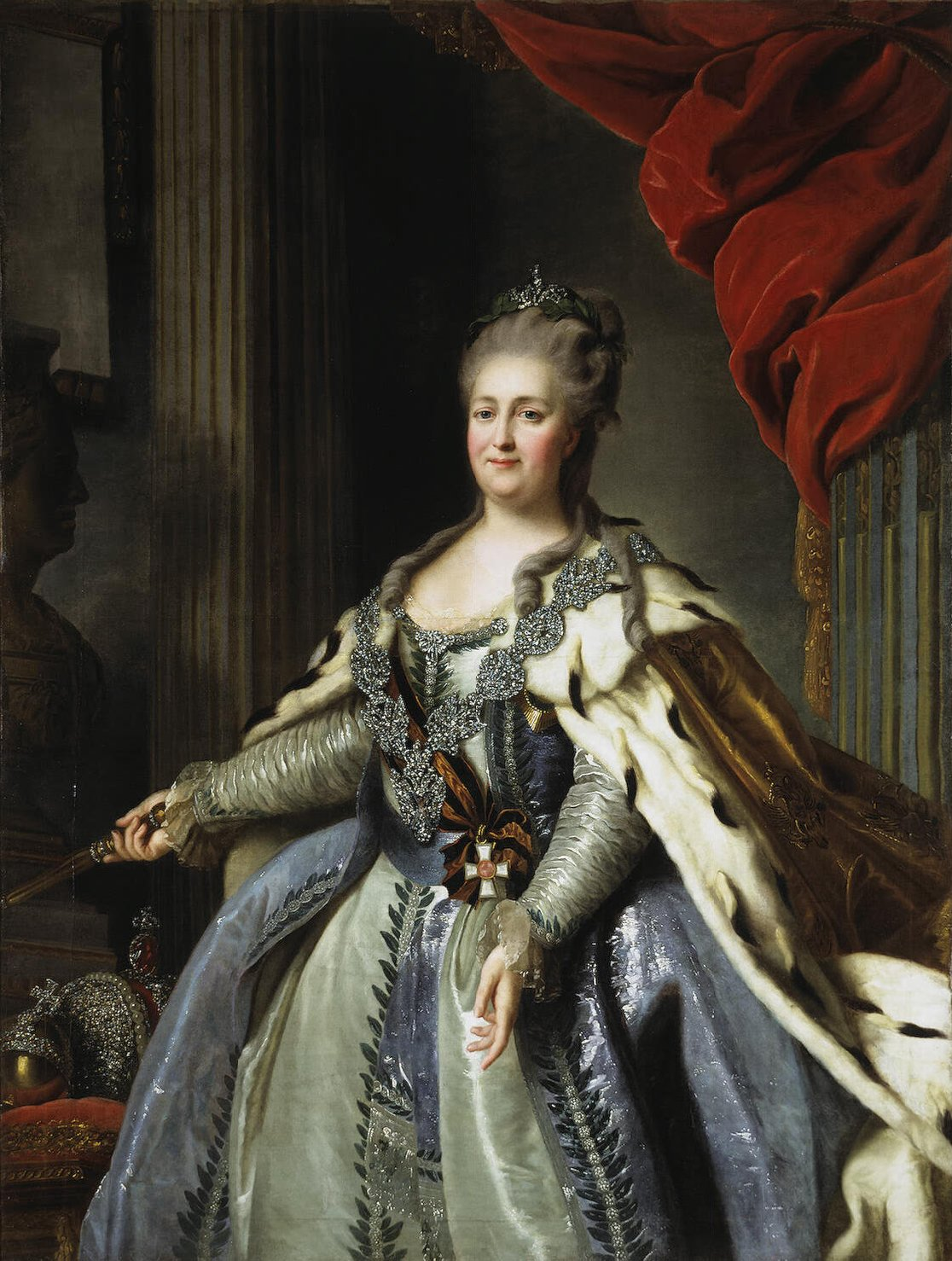
Katarzyna II

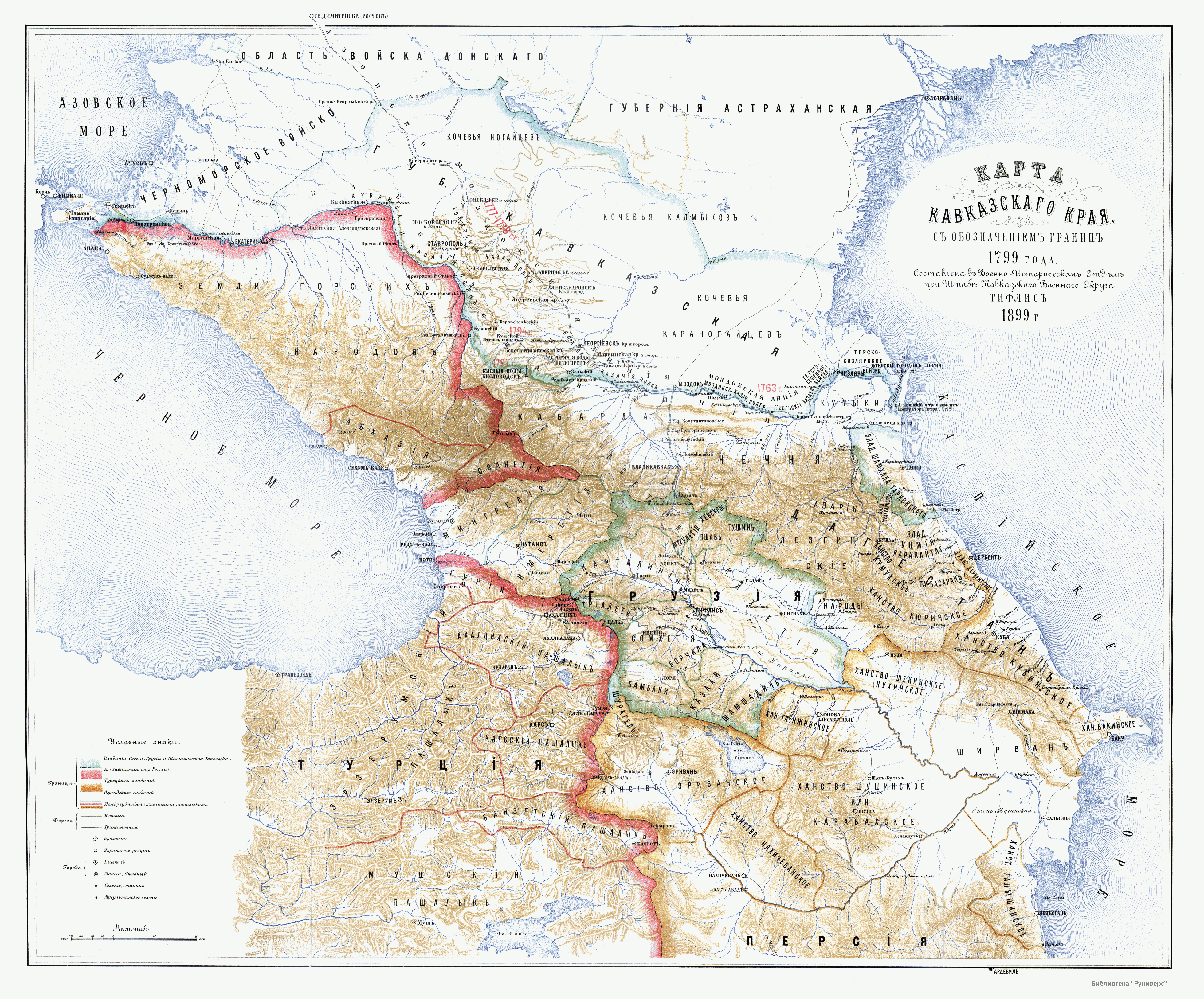
Kaukaz w 1799

Traktat gieorgijewski – traktat zawarty 24 lipca 1783 między Imperium Rosyjskim a Królestwem Kartlii i Kachetii (Gruzją wschodnią). Traktat ten zobowiązywał władców Kartlii i Kachetii do wierności wobec carów Rosji, którzy z kolei zobowiązywali się do obrony Gruzji wschodniej przed najazdami tureckimi i perskimi.

## Okoliczności zawarcia traktatu
Sytuacja międzynarodowa Kartlii i Kachetii w II poł. XVIII w. była niepewna. Kraj pozostawał w stanie stałego zagrożenia ze strony Persji lub Imperium Osmańskiego, regularnie był napadany i pustoszony przez górali dagestańskich. W tej sytuacji król Kartlii i Kachetii Herakliusz II czynił starania na rzecz zawarcia sojuszu obronnego z Austrią, Francją, Republiką Wenecką lub Królestwem Sardynii. Jego wysiłki zakończyły się jednak niepowodzeniem. Niektórzy z posłów gruzińskich w ogóle nie dotarli do krajów docelowych, propozycje innych nie zostały potraktowane poważnie, a sama informacja o staraniach Herakliusza II dotarła do Turcji i Persji. Herakliusz II postanowił wówczas ponownie prosić o pomoc Rosję, która od przełomu XVII i XVIII w. prowadziła aktywną politykę w regionie czarnomorskim.

## Podpisanie i warunki traktatu
Katarzyna II w 1783 wyraziła zgodę na przyjęcie Kartlii i Kachetii pod swój protektorat. Stosowny traktat został podpisany w Gieorgijewsku 24 lipca 1783. W imieniu władców swoich krajów podpisy pod traktatem złożyli gen. Pawieł Potiomkin ze strony rosyjskiej oraz Iwane Bagrationi i Garsewane Czawczawadze z gruzińskiej.
Kartlia i Kachetia rezygnowała na mocy traktatu z samodzielnej polityki zagranicznej, zgadzała się także, by każdy kolejny władca państwa był zatwierdzany przez cara rosyjskiego. Zachowywała natomiast prawo do odrębnej polityki wewnętrznej i inne atrybuty niezawisłego państwa. Rosja zobowiązywała się do ochrony niepodległości Gruzji przed atakami ze strony krajów muzułmańskich. Na terenie kraju miały przebywać rosyjskie oddziały w sile 4 tys. ludzi i czterech armat. Siły te wkroczyły do Gruzji w listopadzie 1783 i wsparły miejscowe siły w odpieraniu ataków górali dagestańskich, lecz już w 1787 zostały wycofane. Wojciech Materski podaje, że oddziały rosyjskie były o połowę mniejsze, niż zapisano w traktacie gieorgijewskim.

## Następstwa
W ocenie Materskiego Katarzyna II nigdy nie zamierzała wywiązać się z postanowień traktatu gieorgijewskiego, lecz świadomie dążyła do osłabienia Kartlii i Kachetii, by dokonać następnie jej inkorporacji. Politykę matki zarzucił po wstąpieniu na tron jej następca Paweł I. Gdy jednak następca Herakliusza II Jerzy XII złamał postanowienia traktatu i podjął próbę rozmów z Turcją i Persją, car rosyjski na nowo wprowadził do Gruzji wojsko i wymusił na królu Kartlii i Kachetii podjęcie rokowań w sprawie szczegółów rosyjskiej protekcji nad Gruzją, w szczególności stałej obecności w niej oddziałów rosyjskich. Po śmierci Jerzego XII w 1800, jeszcze przed końcem tychże rozmów, Rosja uniemożliwiła koronację jego następcy i doprowadziła w 1801 r. do całkowitej aneksji kraju.